# Nomadland
Nomadland és una pel·lícula dramàtica dels Estats Units de 2020 dirigida per Chloé Zhao, que també la va escriure, dirigir i coproduir. La protagonitzen Frances McDormand, David Strathairn, Linda May, Charlene Swankie i Bob Wells. Està basada en el llibre de 2017 Nomadland: Surviving America in the Twenty-First Century de Jessica Bruder i segueix una dona que abandona el seu petit poble per viatjar arreu de l'Oest Mitjà dels Estats Units. Ha estat doblada al català.
La pel·lícula es va estrenar al Festival de Cinema de Venècia l'11 de setembre de 2020, on va guanyar el Lleó d'Or.
Va ser guardonada amb tres Premis Oscar, a millor pel·lícula, millor direcció per Chloé Zhao i millor actriu per Frances McDormand.

## Argument
Després del col·lapse econòmic d'una empresa a la Nevada rural, Fern (Frances McDormand) fa les maletes i se'n va amb la seva furgoneta a explorar la vida fora de la societat convencional com una nòmada moderna. Linda May, Charlene Swankie i Bob Wells, que són nòmades a la vida real, li faran de mentors i camarades mentre explora el vast territori de l'Oest Mitjà.

## Repartiment
- Frances McDormand com a Fern
- David Strathairn com a David
- Linda May com a Linda, una de les tres mentores de Fern
- Charlene Swankie com a Swankie, una de les tres mentores de Fern
- Bob Wells com a Bob, un dels tres mentors de Fern

## Nominacions i premis
| Premi                                           | Categoria                                    | Nominats              | Resultat   | Ref                |
| ----------------------------------------------- | -------------------------------------------- | --------------------- | ---------- | ------------------ |
| 93 Premis Oscar                                 | Oscar a la millor pel·lícula                 |                       | Guanyadora | [ 10 ] [ 7 ] [ 8 ] |
| 93 Premis Oscar                                 | Oscar a la millor direcció                   | Chloé Zhao            | Guanyadora | [ 10 ] [ 7 ] [ 8 ] |
| 93 Premis Oscar                                 | Oscar a la millor actriu                     | Frances McDormand     | Guanyadora | [ 10 ] [ 7 ] [ 8 ] |
| 93 Premis Oscar                                 | Oscar al millor guió adaptat                 | Chloé Zhao            | Nominació  | [ 10 ] [ 7 ] [ 8 ] |
| 93 Premis Oscar                                 | Oscar al millor muntatge                     | Chloé Zhao            | Nominació  | [ 10 ] [ 7 ] [ 8 ] |
| 93 Premis Oscar                                 | Oscar a la millor fotografia                 | Joshua James Richards | Nominació  | [ 10 ] [ 7 ] [ 8 ] |
| Globus d'Or 2021                                | Globus d'Or a la millor pel·lícula dramàtica |                       | Guanyadora | [ 11 ] [ 12 ]      |
| Globus d'Or 2021                                | Globus d'Or al millor director               | Chloé Zhao            | Guanyadora | [ 11 ] [ 12 ]      |
| Globus d'Or 2021                                | Globus d'Or al millor guió                   | Chloé Zhao            | Nominada   | [ 11 ] [ 12 ]      |
| Globus d'Or 2021                                | Globus d'Or a la millor actriu dramàtica     | Frances McDormand     | Nominada   | [ 11 ] [ 12 ]      |
| 77è Festival Internacional de Cinema de Venècia | Lleó d'Or                                    |                       | Guanyadora | [ 13 ] [ 14 ]      |